# レヴォーネ
レヴォーネ（伊: Levone）は、イタリア共和国ピエモンテ州トリノ県にある、人口約400人の基礎自治体（コムーネ）。

## 地理

### 位置・広がり

#### 隣接コムーネ
隣接するコムーネは以下の通り。
- バルバニーア
- フォルノ・カナヴェーゼ
- リヴァーラ
- ロッカ・カナヴェーゼ